# Lista de vereadores de Euclides da Cunha da 15.ª legislatura
Esta é a lista de vereadores de Euclides da Cunha para a legislatura 2005–2008.

## Vereadores
Estes são os vereadores eleitos nas eleições de 3 de outubro de 2004. Das dez vagas em disputa, o placar foi de três para o PFL, dois para o PL, um para o PMDB, um para o PSDB, um para o PTC, um para o PSC,e um para o PT.
|    | Nome                                                                              | Partido                                            | Votos | %    | Observações                |
| -- | --------------------------------------------------------------------------------- | -------------------------------------------------- | ----- | ---- | -------------------------- |
| 1  | Romilda Lisboa Costa (Itiúba, 18.04.1945–)                                        | Partido Social Cristão (PSC)                       | 2.068 | 7,02 |                            |
| 2  | Hilton de Abreu Celestino, Durão (2005-2008) (Euclides da Cunha, 09.08.1950–)     | Partido da Frente Liberal (PFL)                    | 1.429 | 4,85 |                            |
| 3  | Francisco Assis de Melo, Diassis (Euclides da Cunha, 17.04.1951–)                 | Partido Liberal (PL)                               | 1.421 | 4,82 |                            |
| 4  | Martha Terezinha Campos Abreu (Euclides da Cunha, 18.05.1958–)                    | Partido Liberal (PL)                               | 1.383 | 4,69 |                            |
| 5  | Bolívar Francisco Alves (Euclides da Cunha, 05.02.1942–)                          | Partido da Frente Liberal (PFL)                    | 1.200 | 4,07 |                            |
| 6  | Camila Mori Pinheiro (Taboão da Serra, 02.09.1981–)                               | Partido da Frente Liberal (PFL)                    | 1.109 | 3,76 | Teve o mandato cassado     |
| 7  | Professor Aroldo Rocha de Melo (Brejo do Cruz, 23.01.1953–)                       | Partido da Social Democracia Brasileira (PSDB)     | 1.051 | 3,57 |                            |
| 8  | José Milton de Abreu, Zé de Fulgêncio (Uauá, 12.09.1948–)                         | Partido do Movimento Democrático Brasileiro (PMDB) | 991   | 3,36 |                            |
| 9  | Josenel Gama Saad, Nell Saad (Euclides da Cunha, 03.01.1967–)                     | Partido Trabalhista Cristão (PTC)                  | 935   | 3,17 |                            |
| 10 | Luiz Péricles Rodrigues de Abreu, Pequinho Abreu (Euclides da Cunha, 23.04.1967–) | Partido dos Trabalhadores (PT)                     | 806   | 2,73 |                            |
| –  | José Dantas Lima, Zezé Lima (Euclides da Cunha, 04.07.1929-14.10.2019)            | Partido da Frente Liberal (PFL)                    | 991   | 3,36 | Na vaga de Camila Pinheiro |

## Legenda
| Cor  | Significado          |
| Bege | Presidente da Câmara |
| Azul | Suplente             |

## Composição das bancadas
| Partido | Líder | Bancada | Posição  |
| ------- | ----- | ------- | -------- |
| PFL     |       | 3 / 10  | Oposição |
| PL      |       | 2 / 10  | Oposição |
| PMDB    |       | 1 / 10  | Governo  |
| PSC     |       | 1 / 10  | Oposição |
| PT      |       | 1 / 10  | Oposição |
| PSDB    |       | 1 / 10  | Governo  |
| PTC     |       | 1 / 10  | Oposição |

| Bloco    | Líder | Bancada |
| -------- | ----- | ------- |
| Governo  |       | 2 / 10  |
| Oposição |       | 8 / 10  |